# 情報化時代

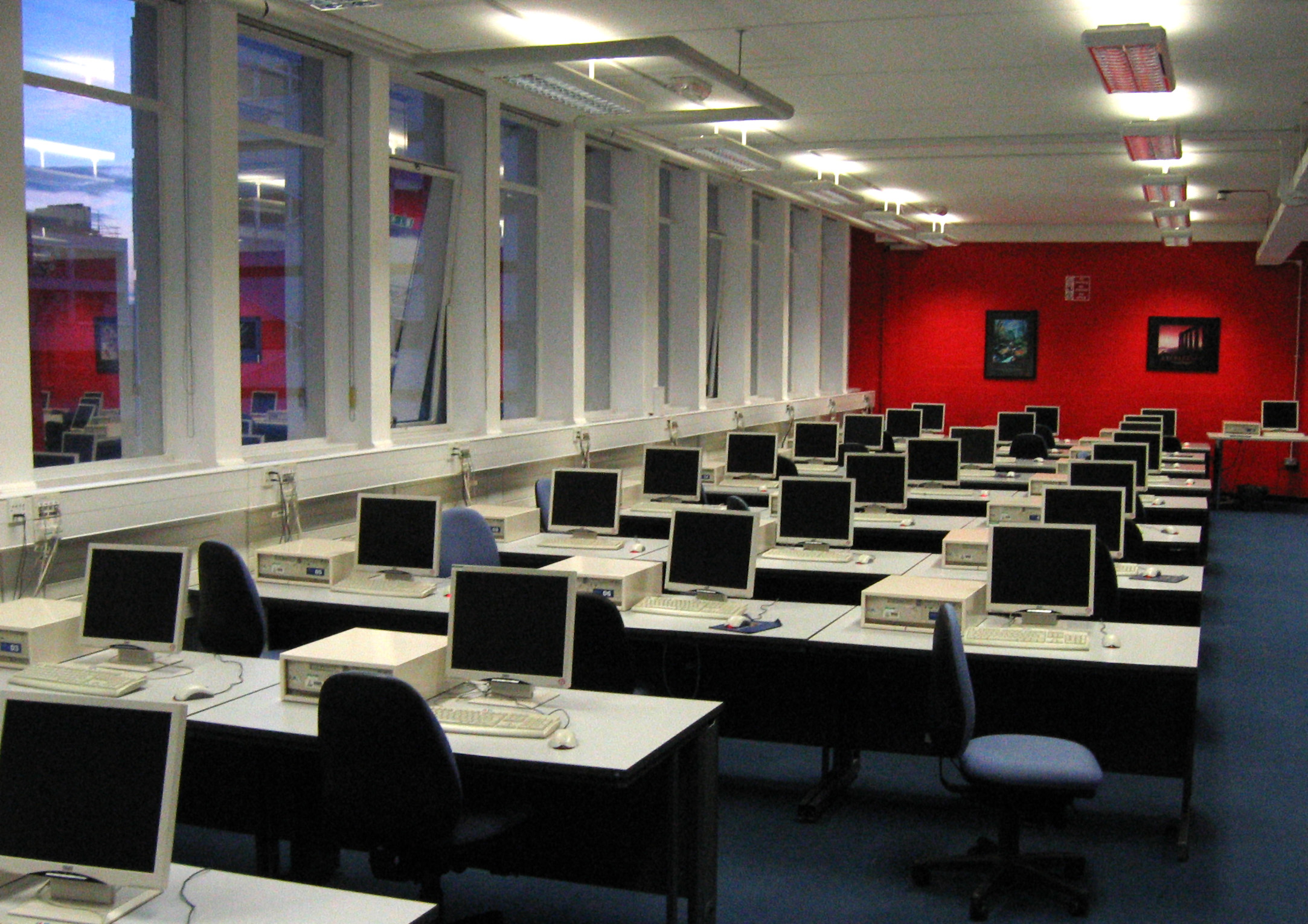
デスクトップコンピュータが備えてある大学のコンピュータ・ラボ

情報化時代（じょうほうかじだい、英：Information Age）は、工業化時代の後で、知識経済より以前の一期間に与えられた名称である。情報時代とも。

## 概要
情報化時代は、1980年代に当てはまり、情報の動きが物理学的な動きより速くなった期間に適用される用語である。従来の経済理論の下においては、情報化時代は情報が希少な資源であり、そしてその獲得と分配が競争上の優位性を生み出した時代の先触れとなった。情報分配を促進するための基礎を成す仕組みを作成することに関係して、マイクロソフトは世界中で最も大きい会社の1つとなった。情報化時代はおよそ1972年から1992年まで続いたと推定されるが，19世紀後半半ばの電話と電報の発明から始まったとする見方もある。またこの用語は脱工業化社会の用語と関連してしばしば使われる。
情報が欠乏することがなくなった瞬間に知識経済が始まった。知識経済はおよそ1992年から始まり、そしておおよそ2002年まで継続した。現在の経済の時代は無形の経済と定義される。無形の経済の生産の4つの要因は次の通り、まず、知識資産（人々が何を知り、それを何に使うか。）、協力資産（人々が価値を創出するためにその人と相互に作用する）、約束資産（人々のエネルギーのレベルと約束）、時間品質（速く価値が創出される方法）は経済活動と競争上の優位性が主にそこから得られる4つの鍵の資源である。それらの調整を行なうために無形の経済の原則に頼る事は、今日のグーグルがマイクロソフトの真剣な競争相手であることを理解することの大きな助けとなるのです。

## 初期の情報化時代
1837年にサミュエル・モールスは、多くの距離を移動することができる、物理的な動きを電気に変換した装置を作り出した。1844年に、電報が、ワシントンD.C.からボルティモア、メリーランドまで実験的な電信回線に沿ってデータを伝えるために使われた。20年後、最初の電信ケーブルが大西洋の向こう側に渡った。しかし、継続的なサービスは失敗に終わった。それは1858年のことであった。継続されたサービスが始まったのは1866年であった。
この発明は、情報処理（タイプライター、機械電卓と、最終的な1876年の電話の発明）を流れを引き起こした。先に述べた装置は「Informationalization」でカリオーペ(steam organ)のような出現であった。
印刷された資料の大きな流れを配布する能力は、すでに情報伝送が経済や社会の行動を変える手段を創出していた。電話とティッカーテープ機は、お金のような、貴金属を売買する能力と同様、株式市場の成長のために基礎構造の一部となった。インドネシアのクラカタウの爆発的な噴火のニュースが急速に世界中に広まることを可能にしたのは電報であった。
録音が分配の新しい手段を加えた：すなわち音である しかしながら、分配は、電報のように、個人対個人であるか、あるいは物理的な対象の分配を通してであった。物理的な対象が電気信号ほど速く輸送されることができないので、電報がそうしたように、しかし大量の受信で、情報技術の次の段階は純粋な情報を伝達することが可能であるはずであった。

### 放送
19世紀の情報技術は、以前より可能であったものより、速くて広い情報の普及を許した。しかし、究極的にこのような情報は、何世紀の間の最終的な形(紙は石と粘土板に戻るアナログ化のように)に減らされなければならない。無線の伝達と呼ばれたものの発達で、電話の声と音を伝達する記録技術の能力と組み合わせられるとき、新しい媒体が生まれた。そしてそれは異なった最終の結果を個人の手の中に置いた。これらの技術はやがてラジオとなった。
更に、テレビジョンが、映像（動画）と音を伝えることを可能にし、後に続いた。ラジオが世界の出来事を人々の家にもたらした一方で、テレビは世界の最初の写真を多くの人々にもたらした。テレビは情報を入手する一線級の手段となり、他の場所からのニュースがもたらされた。しかし、学ぶことに大いに有益な手段であったと同時に、テレビは非常に重要な娯楽の道具となった。ラジオにはなかった新しいコンテンツデリバリの産業である、ケーブルテレビも発展した。ケーブルテレビは、基地局によらないオリジナルの番組を作り出して、そして放送した。これにより、放送産業は各家庭がより多くのチャンネルを受信することを可能にしたのである。後の技術発展で、ケーブルテレビや衛星放送テレビのような直接のサービスがますます多様な量のコンテンツを提供した。

## 情報技術
記録技術、送信、そして初期のコンピュータで、科学的な上昇が一緒に情報技術の新しい分野に融合することは、長くかからなかった。情報技術はスピードと情報の転送の効率を強める技術を用いることである。
情報化時代は、今日に至るまで継続している。そして携帯電話、ブロードバンド接続、VoIPのような技術的進歩が世界中の生活様式を変えている。そして、「情報を操作しそれを提供する」という、新しい産業を生み出した。
情報化社会も参照

### パーソナルコンピュータ
当初、コンピュータは大きく、高価であり大学と大企業にとってだけ入手可能であった。1990年以前は、情報技術に関する大概の発見が、高価な装置に手の届くフルタイムの研究者によって促進させられた。
しかし、1980年代に、小さいコンピュータが利用可能になり始めた。パーソナルコンピュータが、一気に一人の人間によって使われるように意図され、文書処理、プログラミングのような多目的の仕事に適していて、編集するか、あるいはパソコンゲームをした。一般的にマイクロコンピュータ（マイコン）と呼ばれる。そして、通常、使用者によって書かれないソフトを購入した。ミニコンピュータと異なり、パーソナルコンピュータはしばしば、オペレーションの購入と単純さの低コストを示して、それを用いる個人によって所有させられる。現代のパーソナルコンピュータの使用者、（コンピュータ）環境の操作やアプリケーションプログラムの重要な知識を持っていると思われるが、コンピュータに追加してプログラムを書くことが可能であるプログラミングに必ずしも興味を持っていないユーザーも居る。
PCという用語はApple Computerによって普及した。そしてすぐ後に多くの他の会社がパーソナルコンピュータを提供し始めた。IBM (International Business Machines Corporation) が最初の開いている標準的なパーソナルコンピュータ（IBM PC は1981年に米国市場で始動しました、ヨーロッパの市場への最初の供給が1982年から1983年）であった。パーソナルコンピュータによって、ソフトウェア開発が標準化された、という意見があるが、実際のところ偶然に市場を支配した者によって「標準」が左右される不安定な世界でしかない。大型機から続くIBMの覇権がこの世界でも続くかに見えたが支配の継続には失敗し、同社はPC事業は完全に売却している。Appleのこの30年間の浮沈の激しさは言うまでもない。21世紀に入ってからはGoogleの成長ぶりが目覚ましいが、これとていつまで続くか誰にもわかったところではない。
すぐ後に、我々は我々が現在の情報技術として知っていることの誕生を目の当たりにした。我々自宅のパーソナルコンピュータにリモートサーバの情報を入手（アクセス）するために、モデムとして知られている通信装置が使われたのである。それらの最初の具体化は、電子掲示板 (BBS) のサーバの立ち上げであった。更に、個人個人の環境や教育施設を整えた。情報とチャットやメッセージによる会話の両方の保管を可能にしておくための立ち上げの為である。

### インターネット
インターネットは元来、一緒にコンピュータを結んで、どんなポイントでの失敗に対してでも抵抗し得た、分散型の失敗不可能なネットワークとして考え出されたものである。それは主に国防高等研究計画局によって作り出された。その最初のソフトウェアのアプリケーションは電子メールとコンピュータファイル転送であった。
WWW の発明で1989年に、インターネットは世界的なネットワークとして飛び立った。 今、インターネットは関連した情報の流れを速める究極の場所である。

### デジタル革命とは何か？
デジタル革命(1950年-1979年)はコストの速い下落の効果とコンピュータと遠距離通信のようなデジタル装置（例：携帯電話）の力の速い拡大を記述する最近の用語である。それは技術と社会の変更を含んで、そして、これらの技術が広く採用され、しばしば特に起こる論争を参照するために使われる。
技術上の躍進がコミュニケーションと情報の格差に革命を起こした。例えば、1875年の電話の発明は音を通して距離を破った。1910年から1920年の間に、最初のAMラジオステーションは音を放送し始めた。1940年代までにテレビが、大規模の市民に音と映像の両方を放送していた。1943年に、世界で最初の電子計算機は作成されたが、コンピュータは大衆がアクセスできたのはただマイクロプロセッサの発明で1970年代まで待たねばならなかった。1990年代に、インターネットは大学と研究所から企業や自宅に移行した。
これらすべての技術は情報記録装置と伝達を取り扱う。しかしながら、初期からアナログ技術から離れて据え置いたコンピュータ技術の特性を示したものが、デジタルであるということである。アナログ信号が、電圧がいずれかの変数に比例している信号（たいていは電気の）を持つことによって機能する。デジタル技術が、すべてを0あるいは1である2進法の値に変換する。これはほとんどあらゆる近代的な装置の「共通言語」である。同じもの（共通点）を使うために、デジタル世界は1つの言語によって団結した世界、大陸の向こう側からの人々とお互いと考えを共有して、そして計画とアイデアを構築するために一緒に働く世界となる。いっそう多量の、そして正確な情報が蓄積され、生み出されて、そして瞬く間に正確に何が言われるか理解する参加者に配られる。これは順番に情報の受取人に彼ら自身の目的のためにそれを使って、考えを作成して、そしてもっと多くの考えを再配布することを許可している。これらの結果は進歩である。技術的なレベルの筋書きは-あらゆる種類のコンピュータが緊密に結びつき、1つのユニットとして作用している装置と器具-に持って行く。 今日さえ、我々はコンピュータが電話に取って代わられているのを見ている。コンピュータが圧縮された音声データファイルを演奏している。あるいはインターネットラジオで音楽を演奏する音声データストリームの生活。コンピュータが映画を写し、そしてテレビにダイヤルを合わせることが出来る。少数ではあるが、近代的な家で人がコンピュータを通して中心的な照明と冷房を調節することが出来る。これらは、デジタル世界の特性の一部分を示している。

### ICTとは何か？
イギリスの教育制度でのICT (Information and Communication Technology (ICT)) は、コンピュータ、通信機器とそれらと結び付けられるサービスをカバーしている広い分野を参照するシステムである。それは電話、携帯電話のネットワーク、衛星通信、放送メディアと他の形のコミュニケーションを含んでいる。ICTは、それ故、情報化時代を引き起こした情報技術と同義語に近い。ICTは情報化時代の学習をすることに研究に興味を持っている者の為の教科である。

### デジタル革命とICT革命の関係
デジタル革命とICT革命は、双子の革命である。その関係を理解するために、電話機の歴史を見てみる。AT&Tのロバート・ラッキー(Robert W. Lucky)によれば、［グレアム・ベル］の1875年の電話の発明の要点は、アナログ伝送の使用であった。-危険にさらして感銘を受ける電圧はマイクロホンにおいて音の圧力に比例していた。
電話の成長は比較的ゆっくりしたものであった。全国的な電話回線網がアメリカで整備されたのは1920年代になってからであった。1940年代後期に、声のアナログ伝送に対する選択肢にパルスコード変調（パルスのコード化されたシグナル）が考えられた。これは遠隔通信のデジタル化の始まりと特徴付けられる。
しかし、最初のデジタル搬送波が設置されたのは1961年であった。デジタル化がデジタル交換で電話交換手の広範囲にわたる置き換えを意味した。1971年にコミュニケーションに適した最初の光ファイバー・ケーブルは、光波によって通信信号を送る努力に導き作られた（光波の送信システムは元来的にデジタルである）そして1989年ごろまでに、「1と0」が米国で電話回線網の言語になっていた。デジタル伝送は危機的な進化であった。何故なら、「1と0の伝達線に沿って繰り返し場所での規則的で継続的な復活以来、騒音と歪みが蓄積されることは許されなくなった」より安いコストで長い距離の上にいっそう鮮明なコミュニケーションの結果であった。
今日、声がデータパケットに変換されて、時々何千キロメートルも離れて、ネットワークの上に遠隔地に送られて、声に戻って変換される。テレビさえデジタル化の免疫がない。近い将来、テレビジョン信号とテレビセットはデジタルになると思われる。テレビをインターネットサーフィンをするために使うことは同じく可能となる。デジタルテレビは、人々に別の場所から、プログラムを見ている間に、お互いと一緒にチャットすることを許すであろう。すべてがデジタルになり、テレビ、音声電話技術とインターネットは類似のネットワークを使用することが出来る。同じデジタルネットワークによっての今まで異なったサービス（電話機、テレビ、インターネット）の送信は同じく集合として知られるようになる。
ケアンクロスは決まった場所で基礎構造とハードウェア、がそれである途端に、コンピュータあるいは電話あるいはもう1つの装置、がセットされたと述べます、コミュニケーションのコストと情報の交換は事実上ゼロでしょう。距離がもう電子的にコミュニケートするコストを決定しないでしょう。これは、例えば、今日0.84ドルの費用がかかる3分の大西洋の向こう側の電話がなぜおそらく50年前に今日の金額で約800ドルの費用がかかったことを説明する。

## デジタル技術の主な特徴
メディア完全性：アナログフォーマットとして記録されたデータは、劣化なしで再現出来ない。より多くのコピーをすると、それだけ本質は悪くなる。一方、デジタルデータは、何度コピーしても劣化しない。例えば、映画、ビデオ、音楽とデジタル形式での音声ファイルがコピーされて、そしてオリジナルと同じぐらい良い品質で配られている。
メディア統合： 多くの従来の技術の主要な限界の1つがメディアのタイプを結合することについての能力の無さである。例えば、電話がただ音だけを送って、そして受け取ることができる。同様に、あなたがテレビを見て、そして人物があなたが出した質問に答えることは期待出来ない。しかしながら、デジタルデータで、メディアを結合することは易しい。それ故、ビデオや写真の対話型の音を持っている電話が可能となる。正に、用語マルチメディアである。
柔軟な対話：デジタル領域の対話は多種多様さをサポートする。一対一の会議を含め、一人から多くの人数へ放送出来る、そして中間の全て。更に、これらの対話は同期的で、そしてリアルタイムである。
通信：コンピュータとコンピュータ・ネットワークの取引能力をデジタルメディアと組み合わせる能力はもう1つのデジタルドメインの対話型の有利な点である。注文をすることや、取引を完結させることが、電子フォームに書き込むことと、ボタンをクリックすることと同じぐらい易しい。MOD(Movies-on-demand:視聴者がテレビで見たい映画を選択し映画を見るために対して支払う）の実現がすぐそばまで来ている。
仕立て：ソフトウェアがデジタル通信のために発展した。そして対話が、ユーザーが従来のアナログ技術でできない方法でツールの使用とメディアを調整するように、設計される。
編集：文章、音、画像とビデオを操作することに対し、従来の選択肢はほとんど常に新しいデジタルツールよりいっそう扱いにくいか、あるいは限定されている。現在の、ソフトウェアと最小のハードウェアを持っているコンピュータが、数千ドルもの価値に相当するフィルムとビデオ編集装置と数十年で同様になった。

### インターネットとは何か？
インターネットとは、ネットワークのネットワークである。グローバルのデータ、ニュースと意見の交換を可能にするのはコンピュータの接続一式だけである。通信メディアであることを別として、インターネットはビジネスをする新しい方法、政府の生涯学習が公益事業と供給されるためのもっと良い方法のためのコンピュータ利用の環境となった。
電話やラジオ、テレビと異なり、インターネットは、多数対多数の通信媒体である。 John_Gageが論じている。

インターネットは、モノではありません。場所や単なるテクノロジー、政府によって作られるものでもありません。それは、「合意」なのです。それを作る人たちの言語(プロトコル)で行動する方式です。今、世界で始まっている事はこの合意の広がりであり、対象の交換に頼るすべての段階（商業、コミュニケーション、統治）をサッと走り抜けています。

インターネットは、最も成長が早いマス・メディアとなった。たった4年で、インターネットユーザの数は5千万人に達した。それと対照的に、同じ節目に届くまでの年数として、ラジオは38年、テレビは13年、そしてパーソナルコンピュータは16年を要した。その爆発的な成長にもかかわらず、世界人口の10%以下がオンラインである。

### インターネットは何故重要か？
ローレンス・レッシグによれば、インターネットは、「公共の革新(innovation commons)」：新しいあるいは革新的な商品およびサービスの作成を可能にする共用資源である。
インターネットは粘土デザイナーにたとえられることができる。その使用は、デザイナーの想像力と技能によってだけ制限される。このユニークな特徴は端と端をつないだエンド・ツー・エンド(end-to-end(e2e)）の原則を使ってインターネットが設計されるという事実に帰せられる。すなわち、ネットワークの知性は、端にある。そしてネットワークの主な仕事はこれらの終わりの間に効率的に、そして柔軟にデータを伝える事である。
レッシグは革新の上で、エンド・ツー・エンドネットワークの少なくとも3つの重要な結果を識別する。最初に、アプリケーションがネットワークの端においてコンピュータ上で走る故、新しいアプリケーションを持っている革新者がただそれらのアプリケーションを走らせるためにそれらのコンピュータをネットワークと接続する必要があること。第二に、デザインがどんな特定の現存のアプリケーションでもために最適化されないので、ネットワークは元来、想像されない革新を受け入れる。第三に、デザインが中立のコンピュータ・システムを持っているから - ネットワークオーナーが若干のパケットを差別して、そして他の人たちを贔屓にすることができない。ネットワークは新しい革新者のデザインを差別することができない。
「革新共同体」としてのインターネットは、情報化時代の可能性に転換をした。Christopher Cowardはこう記している。

エンドツーエンドのために、インターネットは個々の地位向上のために力の役を務めます。それは企業家精神を促進するのです。そして、エンドツーエンドが違反されない限り、それが中央当局（政府と会社）から個人まで権力を再配布するという意味で民主化するのです。インターネット時代において、皆が、内容のプロデューサーとなることができます。又、新しいソフトウェアアプリケーションを作成するか、あるいはより高い権威の許可なしでグローバルな活動に従事することができます。

### ムーアの法則？メトカーフの法則？インターネット時間？
ムーアの法則とメトカーフの法則はパーソナルコンピュータとインターネットの力の中の洞察に富んだ発言である。
ゴードン・ムーア、インテル社(チップ製造会社の共同創設者)がマイクロチップの計算能力が24カ月(2年)ごとに2倍になると仮定した。これは、その大きさが縮むにつれて、コンピュータ・チップの力が増大し続けることを意味する。チップが重要な物価上昇なしでより小さくて、そしていっそう強力になるように、パーソナルコンピュータも同様である。多くが不変の価格においてムーアの法則をパワフルなPCの広範囲にわたる有効性と結び付ける。それは順番に経済全体に影響を与えたPC産業の速い変更についての説明として使用された。
ロバート・メトカーフ、イーサネットやLocal Area Network（LAN）技術の共同発明家、はネットワークの価値に比例してユーザーの数が発達すると述べた。
インターネット時間は、インターネットにおいてより一層の集中的な活動が可能であるという事実を意味する言葉である。事実に、仕事でインターネットタイムが競争力の源であり得る（Internet Timeを参照）。
ムーアの法則、メトカーフの法則とインターネット時間は、情報通信技術によって変えられ、その部門のそしてエリアにおける展開を特徴づける活発さを表現する意味深い方法である。Ed Lazowskaは最も良く部門の速い変更を全体的な視野で見た：
もし、これまでの30年にわたって、輸送機関技術が大きさ、コストパフォーマンスとエネルギー効率に関して情報技術と同じ率において良くなっていたとすると、自動車がパンの大きさ程になり、200ドルの費用がかかり、一時間あたり、100,000マイル(約160,934キロ)進み、1ガロン(約3.8リットル)の燃料で150,000マイル(241,401キロ)旅行出来るであろう。

### これらの技術革命は何故、重要か？
新しい技術が「新しくて夢にも思わないことを発明し、そして新しく夢にも思わない方法でそれらを作ることによって」我々の生活を変える。エコノミストのリチャード・リプシー(Richard_Lipsey)、は言う。

長距離電話の料金が、市内通話の料金と同じぐらい低くなるとき、何が起きるか想像出来ますか？あるいは、あなたが運転免許証を得る時間と場所をあなたが選べることが出来ます。あるいは、あなたの快適な居間さから銀行業を営むことができたらどうでしょうか？まだ少ない国でですが、情報技術(ICT) はすでにこれらを起きさせているのです。多くが現在の技術的革新が間に合って社会の重要性に関して産業革命を超えるかもしれないと思います。

技術的な変更と経済発展の間の関係を勉強するリプシーは新しい技術の導入が社会に次の影響を与えることができることを提案する。
- 新しい技術からの最初の生産性の減速と遅れの生産性結末。
- 人的資本の破壊。（多くの古い技能はもはや欲せられない為）
- 技術的な失業。（一時的であるが、重大である）
- 労働供給が熟練必要条件の新しい混合に追いつくまで、一時的である傾向がある収入の分配での格差の拡大
- 産業立地の地域のパターンや（グローバリゼーション）の大きい変更。
- 要求される教育の大きい変化。
- インフラの大きい変化（例：インフォメーションハイウェー）
- 規則の大きな変更（知的財産、独占禁止など）
- 我々の生存とお互いに作用するお互いと一緒に住んで相互に作用する方法の大きな変化。

### デジタルと情報技術の革新の影響は？
まず、デジタル革命の効果を見てみる。James Benigerは説明する。

マスメディアと遠距離通信内容の前進的なデジタル化は、早くにも、人々とマシンの間は勿論の事、情報のコミュニケーションとその処理の間の区別を曖昧にし始めました。デジタル化が人同士の交流のように機械を仲介として、簡単に機械と人との交流を作りました。そして、また情報の種類も曖昧にし始めたのです。数字、言葉、画像、音、そしていずれかは味覚、匂い、感情でさえも描写されて、処理されて、同一のデジタルフォーマットとなるのです。

社会のレベルにおいて、デジタルと情報技術の革新は、知識と情報がより良くより安いくアクセス出来るようになる。これは取引とプロセスを速めてコストを減らすのである。そしてそれは市民と消費者に役立ちます。
情報技術の能力は時間を否定し、人間に新しい方法でお互いと相互に作用することを許します。距離はもう考えの要素ではありません。ギデンスが観察する。

コミュニケーション革命の到来により、距離が自己の即時性が今までのものよりも異なった関係を持っています。距離が、ただ取り払われるだけではありません。しかしあなたがあなたのポケットの中の金の価値が離れて何マイルも起きてすぐに進行中の電子の取引で影響を受けている世界を持っているとき、それは世界が過去にあった方法からのただ異なった状況です。

別の言い方をすれば、もし2人の人々が異なった時間帯に位置しているなら、どうなるかいうことである。彼らはまだ話をして、交渉して、そして面と向かってであるかのように、取引をすることができる。社会学者のマニュエル・カステルは「技術革命がすべて広播性によって特徴づけられる。それは、インパクトの外因性源としてではなく、このような活動がジグザグに進ませられる生地として人間の活動のすべての領域の浸透によってである」ということを、指摘したのである。

### すべての国と民族は技術革命でさっと取られるか？
革命は、それが他のものに対してよりも前に若干の国に影響を与えるであろう。情報技術がその魔法を織り込むために、それはもてなしが良い社会的な、そして政治的な環境を見いださなくてはならない。新しい技術が現存のパワー、そして経済の関係を警告する、そしてこれらの古い関係から利益を得るそれらは新しい技術の格差に障壁を建てる。例えば、音楽業界がどのようにデジタル・オーディオテープとナップスターに抵抗したかに注意を払ってください。 さらに、法律が新しい技術の広がりを阻止して、（あるいは奨励する）ことができます。 例えば、デジタル契約とデジタル署名に対する法律上の称賛の欠如は後方の電子貿易を持っています。
Debora Sparは「技術的なフロンティアに沿っての生活は4つの別の位相を通して動かします：革新、商業化、独創的な無政府と規則」と述べます。個人主義と政府の欠席が最初の3つのステージの特徴である間に - 能力を作って、そして実施しているその規則を持っている - 政府は4ステージにキー・プレイヤーです。
財産権の設立は技術的な未研究領域に沿っての最も決定的なイベントの1つである。それはマーケットに予測可能な方法で展開することを許し、そして開拓者に所有権とセキュリティーを与える。最も重要で、多分、財産権の作成は同じく開拓者と海賊の間、その新しい技術に関するクレームが合法的である人たちとそのクレームが存在しない人たちの間の差を特徴づけます。
技術がそれが社会を形づくるのと同じぐらい極めて社会によって具体化されることを覚えていることは重要です。 それで、新しい技術の力を利用することに興味を持った人たちはそれが繁栄する正しい環境を作るのを手伝うべきです。

## 情報、知識とニューエコノミー

### 情報経済とは何か？
情報経済 (Information economy) は、部署或いは職員の経済活動(会社、地域、あるいは国で)の生産性と競争力が主に効率的に知識ベースの情報を生み出して処理して応用する能力に依存する。それは同じく、情報が通貨と生産、両方である経済だと描写される。
我々が常に、我々の仕事や生活を営む上で常に情報交換で頼っているが、情報経済は、それが適切な時にいっそう適切な情報を集めることができるという点で、異なっている。従って、情報経済の生産がこれまで夢にも思わない方法で調整できる。この経済において情報を満たすものは、情報と情報通信技術の行き渡っている使用である。

### 情報経済の主な特徴は何か？
情報経済は地球規模である。歴史的に新しい現実で、世界経済は地球上の尺度の上で、リアルタイムに構成単位として働く能力を持っている。会社と企業が、作業から熟練への能力の世界規模の基盤を現在持っている。自由に、資本が国と国との間のを流れていて、国は、リアルタイムでこの資本を利用することができる。
しかし、一部の批評家が本当の世界経済がまだ達成されていないと主張する。ステファン・コーエン (Stephen F. Cohen) は、労働の移動は人々の外国人嫌いとより厳しい移民法(Immigration law)によって傷つけられると述べる。多国籍企業がそれらの自国で、未だ彼・それらの資産と戦略上の指揮中枢を維持している。そして資本がまだ銀行業務と金融法によって制限される。
カステルは、たとえグローバリゼーションがまだ完全に理解されなかったとしても、これが起きる前に、それがただ時間の問題であるだけであろうと論じる。グローバリゼーションが政府規制と政策によって影響を与えられる、そしてそれは国際的な境界線と世界経済の構造に影響を与えるであろう。
情報経済の2番目の特徴は、それが大いに生産的であるということです。米国の全米経済研究所のウィリアム・ノードハウス (William Nordhaus) は、こう述べる。

新しい経済部門の生産性増大が経済全般の生産性向上への重要な貢献をしました。 商業部門（1999年から2001年の間）で、新しい経済部門を除いての労働生産性成長は新しい経済を含めて1年への3.19パーセントと比較して1年に2.24パーセントでした。これまでより早い期間と比較しての3年で労働生産性増加量の1.82パーセントの増加について、0.65パーセントが新しい経済部門に支払われるべきでした。

一部の批評家が、情報技術に収益性と投資の間の関係がないと論じる。カステルは進歩した市場経済の生産性増加量の歴史を調査して、そして生産性成長の下降傾向はIT革命がおおよそ形作られた1970年代初期に始まったと見ている。彼によれば、この下落は応じられた活動のためにすべての国で特に顕著であったという。そしてそこで新しい情報処理の方策が生産性を増やしたと思われる。しかし、製造生産性は異なった写真を提供します。米国と日本の製造生産性がそれぞれ劇的に、1988年から1989年までで3%と4.1%の年平均増加して、生産性が1990年代の間により速いペースで増加した。カステルは情報技術のインパクトの下の変換と関連した組織的な変化の広い範囲のために、正確に、経済の統計値が十分に新しい情報経済の運動を獲得しないと結論付ける。製造サービス全般の中へ、ビジネスサービスの中の情報技術、製造、遠距離通信と金融サービスの伝播があるかもしれない。
情報経済の3番目の特徴は利益を得ることについての様式の変更である。ロバート・ライク (Robert Reich) は古い経済の利益が規模の経済（さらに多くあるいはそれほど同一でないプロダクトの長い実行）から来たと述べます。それで、我々は工場、アセンブリライン (Assembly line) と産業を持っていた。今、利益が革新と顧客を引き付けて、そして保持する能力のスピードから来る。勝利者が大きい会社である前に、今勝利者が小さいところ、大きいアイデアを考案して、それら自身とそれらの生産のために信頼可能な烙印を開発して、そして効果的にこれらを市場に出す大いに柔軟なグループ。勝っている対戦相手は信頼可能なブランドの仲裁人を通して最初により安い価格を提供しているそしてより高い価値である人たちである。けれども勝つことは一時的である。そして競争は決して終わっていません。彼らが競技の後ろに落ちないように、先導している人たちは革新を止める事が出来ない。

## デジタル時代
デジタル時代は、デジタル式コンピュータと技術が進化した、20世紀後半に始まった。この時代は特にデジタル時代、ワイヤレス時代や情報化時代として知られている。

### デジタル時代の幕開け
デジタル時代は、アタナソフ&ベリー・コンピュータやエニアックのような初期のコンピュータから始まる。コンピュータは、1970年終わりにはApple IIやPET 2001やラジオシャックTRS-80が紹介され、家電機器となっていった。
パーソナルコンピュータは1990年代後半にはよりユビキタスとなっていった。

## デジタル時代の発明
(特に断り書きの無い年数は発明年)
- アタナソフ&ベリー・コンピュータ-電子のデジタルコンピュータ(1939年）
- エニアック-多目的デジタル電子計算機(1946年)
- インターネット-最も初期の枠組み(1969年)
- パーソナルコンピュータ-個人で利用できるコンピュータ (1970年代後期)
- 電子メール-(1971年)
- World Wide Web -(1990年から1991年)
- 携帯電話-(1984年、1990年代終わりから2000年代初期にかけて主流となる)
- ウェブカメラ (1990年代、2000年代に整えられる)
- ブロードバンド-(2000年代に主流となる)
- 無線アクセス - (2000年代初期)
- オンラインゲーム-(2000年代)
- GPS-(2000年代半ばに主流となる)
- サテライトラジオ -(2003年ごろ)
- デジタルオーディオプレーヤー-(2000年代初期に主流となる)
- デジタルビデオレコーダー-(2000年代半ばに主流となる。)
- HDTV-(2000年代に主流となる)